# Révolution chinoise de 1911
Pour des articles plus généraux, voir Histoire de la Chine et Histoire de la république de Chine.
La révolution chinoise de 1911 ou révolution Xinhai (chinois simplifié : 辛亥革命 ; chinois traditionnel : 辛亥革命 ; pinyin : Xīnhài Gémìng ; désignée ainsi du fait du système de datation du cycle sexagésimal chinois) est une période de bouleversements sociaux et politiques de grande envergure en Chine qui aboutit au renversement de la dynastie des Qing après 268 ans de règne (1644-1912). Cette révolution a lieu du 10 octobre 1911, date du soulèvement de Wuchang, au 12 février 1912, date de l'abdication de Puyi, dernier empereur de Chine. Le régime impérial qui gouvernait la Chine depuis des millénaires disparaît, laissant place à la république de Chine.
Le gouvernement impérial tente de reprendre la main en instituant une série de réformes, notamment la suppression de l'examen impérial, qui bouleverse en profondeur l'organisation des élites chinoises. Mais l'administration apparaît sclérosée et, surtout, dominée par l'ethnie mandchoue, minoritaire, à laquelle appartient la dynastie Qing. Le ressentiment d'une partie des Chinois hans, qui représentent l'ethnie majoritaire, va grandissant.

## Mouvements révolutionnaires précurseurs

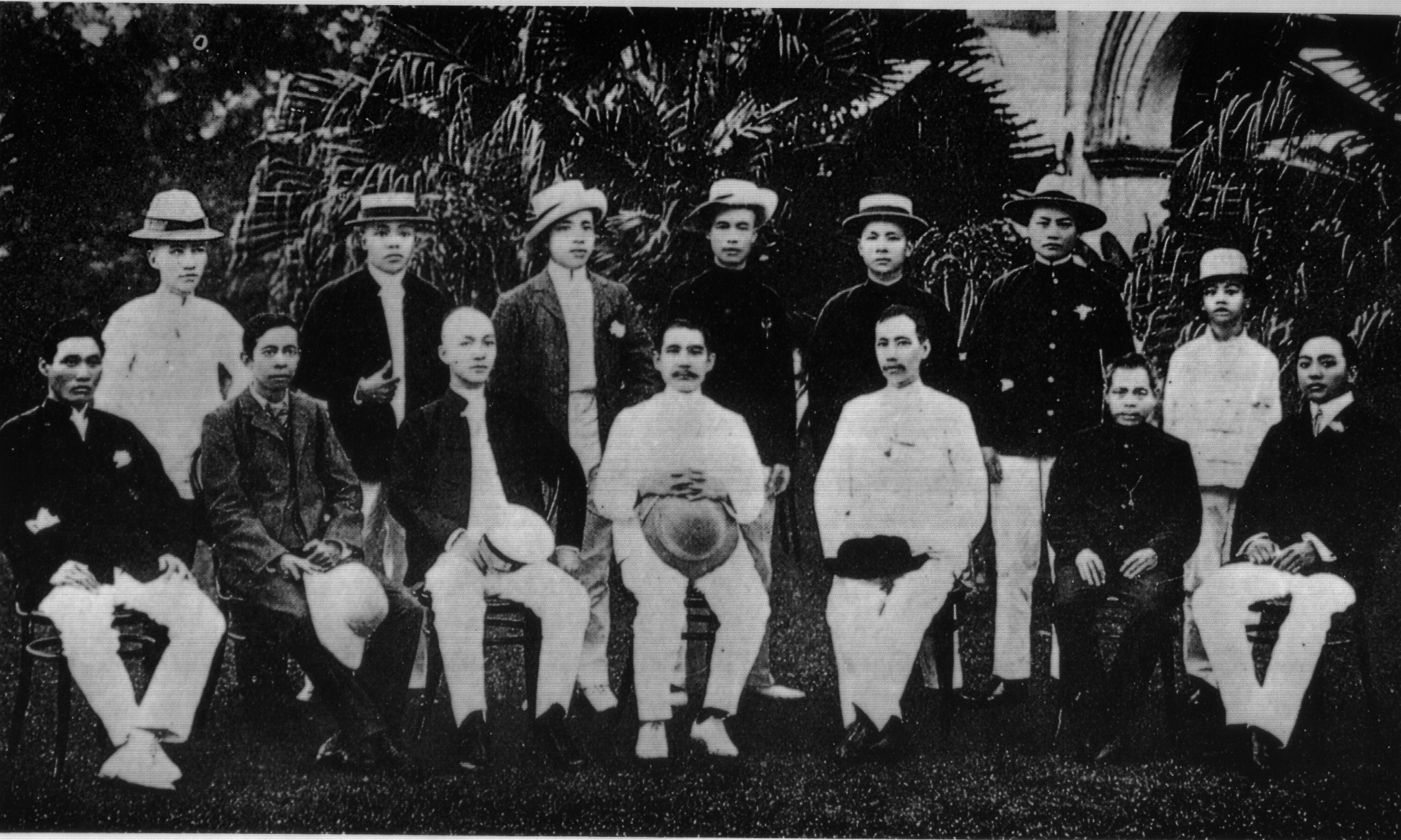
Sun Yat-sen avec les membres de la branche singapourienne du Tongmenghui.

À partir des années 1890, divers mouvements nationalistes voient le jour : le Xingzhonghui (Société pour le redressement de la Chine ou Association pour la renaissance de la Chine) fondé à Honolulu en 1894 par Sun Yat-sen, ou le Huaxinghui (Société pour faire revivre la Chine), fondé par Huang Xing. En août 1905 à Tokyo, divers membres des précédentes organisations s'unissent pour fonder le Tongmenghui (littéralement « société de loyauté unie », parfois traduit en « ligue jurée »). Le Tongmenghui axe son action sur trois principes définis par Sun Yat-sen : le nationalisme (indépendance, lutte contre l'impérialisme étranger et la domination mandchoue), la démocratie (établissement d'une république) et le bien-être du peuple (droit à la propriété de la terre égal pour tous). Entre 1895 et 1911, les différentes sociétés secrètes mènent de nombreux soulèvements armés, qui échouent sans pour autant décourager les révolutionnaires.

Drapeau portant l'emblème du Tongmenghui.

Ces mouvements insurrectionnels ne visent pas uniquement à réformer le pays mais à changer l’ordre social et à fonder une république, garantissant notamment les droits de la majorité han jusque-là dominée par la minorité mandchoue. Ces mouvements ont lieu dans le sud du pays où existent beaucoup de sociétés secrètes, qui aident les révolutionnaires, ainsi qu'à Hong Kong, un lieu de passage qui permet des contacts avec l’extérieur. L’échec de la tentative d'insurrection de Sun Yat-sen à Canton le conduit à s’exiler au Japon. Au cours des dix années qui suivent, il cherche des soutiens financiers à travers le monde. L'agitation révolutionnaire gagne les diasporas chinoises, notamment en Malaisie et aux États-Unis, où des fonds sont collectés pour le Tongmenghui.

## Préludes de la révolution
En 1905, des notables décident de construire avec leurs propres fonds des voies de chemin de fer en Chine ; or, en mai 1911, les autorités impériales, sous l'impulsion du ministre Sheng Xuanhuai, décrètent la nationalisation des voies de chemin de fer, les puissances étrangères voyant d’un mauvais œil l'influence du milieu des notables nationalistes[réf. nécessaire]. Les indemnités proposées aux notables chinois leur paraissent insuffisantes : ils créent des comités de défense, notamment au Sichuan. Une ligue pour la protection des chemins de fer est créée, mais ses manifestations entraînent l'arrestation de ses dirigeants, suivie de manifestations pour réclamer la libération de ces derniers. La répression des manifestations cause plusieurs victimes, radicalisant la contestation. Les sympathies révolutionnaires gagnent la nouvelle armée du Hubei, un tiers environ de ses 15 000 hommes soutenant les républicains. Le 8 mai 1911, la nomination du premier cabinet ministériel, dirigé par le prince Yikuang (en) et composé d'une forte majorité de Mandchous, est perçue comme une provocation. À cette forte tension politique s'ajoute le désastre naturel causé par la crue du Yang-Tsé en juillet, qui cause environ 100 000 victimes sans que le gouvernement impérial apporte de réponse à la hauteur.

## Début du soulèvement

Drapeau adopté par les insurgés lors du soulèvement de Wuchang.

Dans une caserne de Wuchang — une composante de l'agglomération de Wuhan —, le 10 octobre, des militaires de l'armée du Hubei s'insurgent et déclenchent un soulèvement armé. Le gouvernement impérial tarde à réagir et, dès le lendemain, la ville est contrôlée par les insurgés. Ils proclament la sécession de la province sous l'égide d'un gouvernement républicain, dirigé par le général Li Yuanhong, qui appelle à l'insurrection les autres provinces.

## Insurrection générale
Plusieurs provinces chinoises proclament leur indépendance dans les semaines qui suivent : le 22 octobre, une troupe de révolutionnaires comptant des soldats de l'armée du Hubei marche sur Changsha et prend la ville, tuant le gouverneur du régime Qing. Le même jour, des membres du Tongmenghui lancent une insurrection à Xi'an et achèvent de prendre le contrôle de la ville le 23. Toujours le 23, le Tongmengui, mené notamment par Lin Sen, emmène un soulèvement des troupes du Jiangxi : un gouvernement militaire est proclamé à Jiujiang. Le 29, une insurrection armée, comptant Yan Xishan parmi ses représentants, éclate à Taiyuan : le gouverneur du Shanxi est tué et la province déclare à son tour son indépendance. Le 30, après la prise de Kunming, Cai E devient le chef du gouvernement militaire du Yunan. Le 31, Nanchang est prise à son tour par le Tongmenghui.
La cour impériale réagit en nommant le 14 octobre le général Yuan Shikai à la tête du gouvernement. L'armée de Beiyang est envoyée pour affronter les insurgés. Au cours de la bataille de Yangxia, elle prend Hankou, un quartier de Wuhan. Mais dès le 2 novembre, Yuan Shikai, ne croyant plus à l'avenir de la dynastie Qing, déconsidérée depuis la guerre des Boxers et sans appui de l'étranger, entame des négociations secrètes avec les révolutionnaires. Le 9 novembre, Huang Xing prend contact avec Yuan et lui propose la tête de l'État.

Le drapeau à cinq couleurs.

Le 3 novembre, l'insurrection éclate à Shanghai, le gouvernement militaire étant proclamé dans la ville cinq jours plus tard. Le 4, la révolte gagne le Guizhou. Le 5, le gouverneur du Jiangsu, Cheng De, est amené par les insurgés à déclarer l'indépendance de la province. Le 6, c'est le tour du Guangxi et le 9, celui du Fujian, où le vice-roi Song Shou se suicide. Toujours le 9, l'indépendance du Guangdong est déclarée, Hu Hanmin prenant la tête du gouvernement de la province. À la fin novembre, le Sichuan tombe à son tour. Le même jour, Li Yuanhong télégraphie à tous les gouverneurs insurgés pour leur proposer de tenir une conférence à Wuchang et de fonder un nouveau gouvernement central. La conférence débute le 30 novembre, les délégués s'accordant finalement pour établir un gouvernement provisoire. Le 2 décembre, les révolutionnaires prennent Nankin. Entre-temps, la Mongolie-Extérieure profite de la situation pour déclarer son indépendance le 1er décembre, établissant le khanat de Mongolie autonome : le Tibet expulsera à son tour les autorités chinoises en 1912, pour proclamer sa souveraineté l'année suivante.
Le 3 décembre, les troupes de Yuan Shikai s'accordent sur un cessez-le-feu avec les révolutionnaires et entament des négociations de paix.
Le 11, les délégués de dix-sept provinces, venus de Shanghai et Hankou, se réunissent dans la ville et parlementent à nouveau, s'accordant sur l'élection d'un président provisoire. Un nouveau drapeau national est choisi : certains réclament le choix du drapeau bleu à soleil blanc, emblème du Tongmenghui, mais le choix se porte finalement sur le drapeau à cinq couleurs, symbole de l'union de toutes les ethnies chinoises, qui contrebalance la tonalité jusque-là anti-mandchoue de l'insurrection contre la dynastie Qing. Un compromis est adopté, le drapeau au ciel bleu à soleil blanc devenant l'enseigne de vaisseau de la République. L'élection du président est repoussée, les insurgés apprenant que Yuan Shikai est prêt à les soutenir et décidant d'attendre sa décision.
Le 25 décembre, Sun Yat-sen, jusque-là en exil, arrive à Shanghai, certains révolutionnaires lui proposent d'assumer la présidence. L'élection a lieu le 29 décembre à Nankin, en présence de 45 délégués représentant 17 provinces. Recevant les suffrages de 16 provinces sur 17, Sun Yat-sen est élu président.

## Proclamation de la République

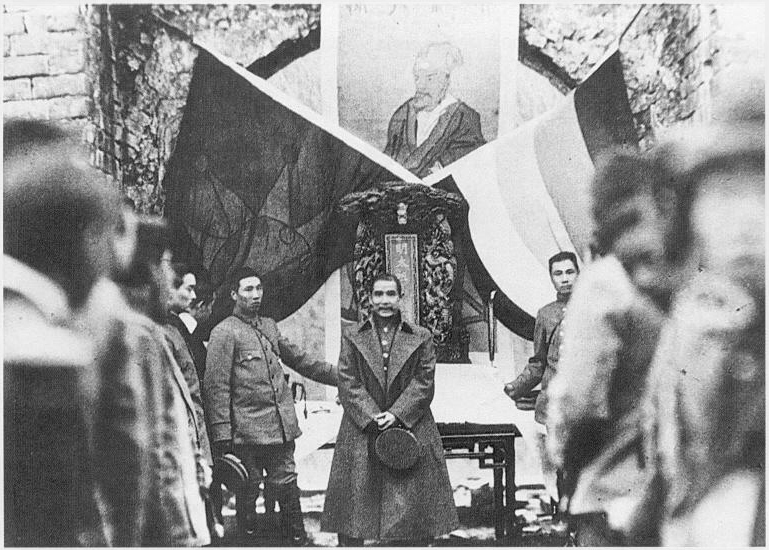
Sun Yat-sen en 1912.

Le 1er janvier 1912, Sun Yat-sen proclame la république de Chine, lui-même assumant la charge de président provisoire. Nankin devient la capitale provisoire du pays. Sun se rend avec son cabinet sur la tombe de Yongle, empereur de la dynastie Ming et s'adressant à ses ancêtres han, déclare : 

« La politique des Mandchous a été une politique extrêmement tyrannique. Motivés par le désir de soumettre perpétuellement les Chinois, les Mandchous ont gouverné le pays au plus grand détriment du peuple. La race chinoise, aujourd'hui, a enfin restauré le gouvernement du peuple de Chine… Le peuple est venu ici pour informer Votre Majesté de la victoire finale. »

 Plus tard, dans son discours inaugural comme premier président de la république de Chine, Sun Yat-sen annonce « l'unification des peuples han, mandchou, mongol, hui et tibétain ».

## Abdication de l'Empereur

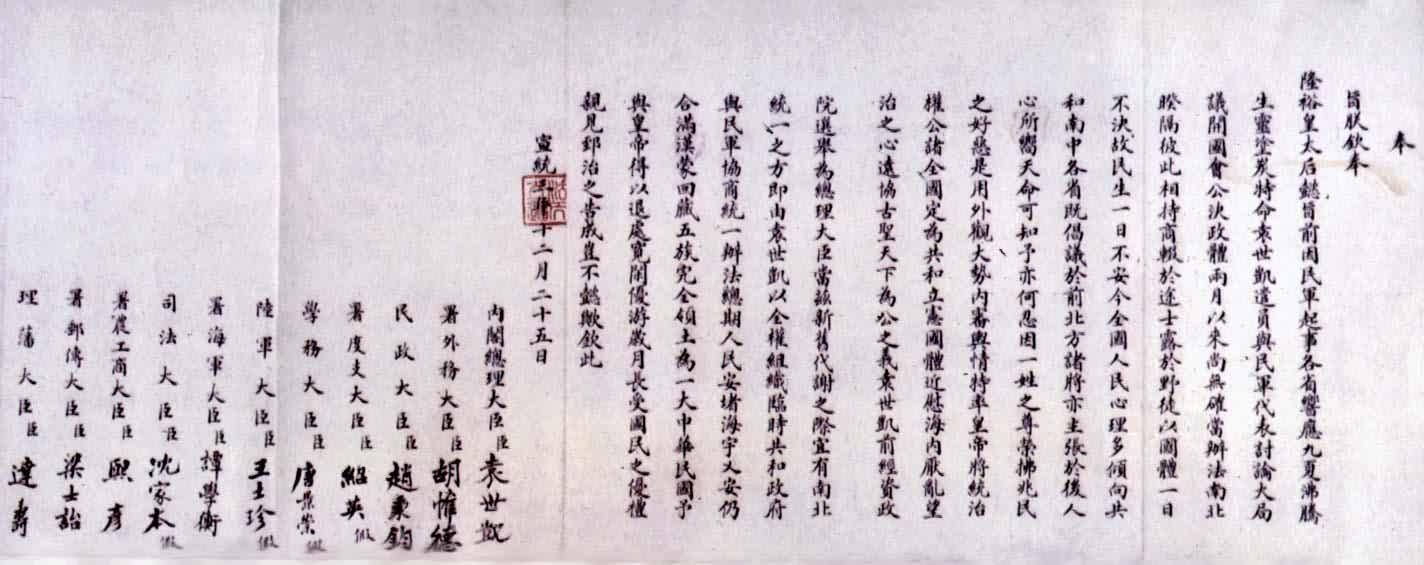
Acte d'abdication de l'Empereur Puyi.

Le gouvernement impérial ne contrôle plus que le nord, essentiellement la Mandchourie et les provinces entourant Pékin. Apprenant la nomination de Sun Yat-sen comme président, Yuan Shikai interrompt ses négociations avec les révolutionnaires. Le 16, il échappe à un attentat à la bombe organisé par des militants du Tongmenghui qui le considèrent finalement comme un ennemi. Yuan reprend alors contact avec les insurgés, les assurant de sa loyauté envers la République. Le 20 janvier, les révolutionnaires font parvenir à Yuan un télégramme réclamant l'abdication de l'Empereur. Sun Yat-sen annonce de son côté qu'il abandonnera la présidence à Yuan Shikai si ce dernier obtient l'abdication.
Yuan Shikai parlemente alors avec l'impératrice douairière Longyu, lui expliquant ne pouvoir garantir la vie de la famille impériale en cas de refus : l'impératrice accepte de publier l'édit d'abdication, le gouvernement républicain s'engageant de son côté à permettre à Puyi, alors âgé de six ans, de demeurer dans la Cité interdite, tout en percevant une pension et en continuant de bénéficier de ses serviteurs. Le 12 février, l'édit impérial annonçant l'abdication de Puyi est publié : une ligne précise que Yuan Shikai est mandaté pour diriger le gouvernement provisoire.

## Débuts difficiles de la République
Le Parlement provisoire accepte Yuan Shikai comme nouveau président. Le 10 mars, Yuan succède officiellement à Sun Yat-sen, déplace à nouveau la capitale du pays à Pékin, et commence à recevoir la reconnaissance du nouveau régime par les pays étrangers. Le 25 août, le Tongmenghui et différents groupes nationalistes se dissolvent pour fonder ensemble le Kuomintang.
En février 1913, le nouveau parti remporte les premières élections législatives libres : Song Jiaoren, un de ses principaux dirigeants, apparaît favori pour devenir Premier ministre. Il est assassiné le 20 mars 1913, les soupçons se portent sur Yuan Shikai.
Au fur et à mesure que la décennie s'écoule, les perspectives pour le renouveau national sont de moins en moins encourageantes. La révolution Xinhai de 1911 ne réalise aucune de ses ambitions. Sa seule « réalisation » aura été le renversement de la dynastie mandchoue.

## Les seigneurs du désordre
Dans les provinces, dès le début, les réformistes, comme ceux du Hunan, craignent que le gouvernement de Yuan Shikai ne s'avère qu'une réplique de l'autocratie des Qing, précédemment servie. De fait, Yuan Shikai effectue bientôt un coup d'État et établit sa propre dictature militaire. En 1915, la Chine entre ainsi dans le bref épisode de la restauration impériale.